# NXT TakeOver: Brooklyn 4
Cet article concerne l'édition Brooklyn 4 de l'événement NXT TakeOver. Pour toutes les autres éditions, voir Liste des NXT Takeover.
L'édition Brooklyn 4 de NXT TakeOver est une manifestation de catch (lutte professionnelle) produite par la World Wrestling Entertainment (WWE), une fédération de catch américaine, visible uniquement sur le WWE Network. Cet événement met en avant les Superstars de la NXT, le club-école de la compagnie. L'événement s'est le 18 août 2018 au Barclays Center à Brooklyn dans l'état de New York. Il s'agit de la vingt-deuxième édition de NXT TakeOver.

## Contexte
Les spectacles de la World Wrestling Entertainment (WWE) sont constitués de matchs aux résultats prédéterminés par les scénaristes de la WWE. Ces rencontres sont justifiées par des storylines – une rivalité avec un catcheur, la plupart du temps – ou par des qualifications survenues dans les shows de la WWE telles que Raw, SmackDown et NXT. Tous les catcheurs possèdent une gimmick, c'est-à-dire qu'ils incarnent un personnage gentil (Face) ou méchant (Heel), qui évolue au fil des rencontres. Un événement comme Brooklyn 4 est donc un événement tournant pour les différentes storylines en cours,.

## Tableau des matchs
| Ordre par numéros                                                                         | Résultat | Stipulation(s)                                       | Temps |
| ----------------------------------------------------------------------------------------- | --- | ---------------------------------------------------- | ----- |
| 1                                                                                         | The Undisputed Era (Kyle O'Reilly et Roderick Strong) (c) bat Moustache Mountain (Tyler Bate et Trent Seven) | Tag Team match pour les NXT Tag Team Championship    | 18:06 |
| 2                                                                                         | Velveteen Dream bat EC3                                                                                      | Match simple                                         | 15:03 |
| 3                                                                                         | Ricochet bat Adam Cole (c)                                                                                   | Match simple pour le NXT North American Championship | 15:19 |
| 4                                                                                         | Kairi Sane bat Shayna Baszler (c)                                                                            | Match simple pour le NXT Women's Championship        | 13:37 |
| 5                                                                                         | Tommaso Ciampa (c) bat Johnny Gargano                                                                        | Last Man Standing match pour le NXT Championship     | 33:40 |
| La lettre C placée entre parenthèses désigne la personne ou l’équipe championne en titre. | |                                                      |       |